# Csenge Braun
Laura Csenge Braun, ungarisch: Braun Laura Csenge, (* 9. Juli 2000 in Budapest) ist eine ungarische Handballspielerin. Sie ist ungarische Nationalspielerin in der Disziplin Beachhandball und Erstligaspielerin im Hallenhandball.

## Hallenhandball
Csenge Braun erhielt ihre Ausbildung beim Érd NK. Sie spielt auf der Linksaußenposition, im Beachhandball alternativ auch auf der Position des Specialist. 2015 wurde sie gemeinsam mit ihrer Mitspielerin Rebeka Benzsay für einen Lehrgang der ungarischen U19-Nationalmannschaft eingeladen, danach aber noch nicht berufen. 2016 wechselte sie von Érd zum Ligakonkurrenten Dunaújvárosi Kohász KA, einem ehemaligen Championsleague-Sieger. Ab der Saison 2018/19 gehörte sie zum Kader der ersten Mannschaft, die in der professionellen obersten Liga Ungarns spielt. Im Januar 2019 wurde sie anfangs an den ungarischen Zweitliga-Verein Moyra-Budaörs Handball ausgeliehen. Nachdem dem Braun später fest bei Moyra-Budaörs Handball unter Vertrag gestanden hatte, kehrte sie im Jahr 2023 zu Érd NK zurück.

## Beachhandball

### Juniorinnen
Ihre größeren Erfolge feierte Braun zunächst im Beachhandball. Sie gehörte zum ungarischen Aufgebot bei den Beachhandball-Junioreneuropameisterschaften 2017 am Jarun-See bei Zagreb. Das Team spielte ein gutes Turnier und erreichte das Spiel um den dritten Platz, wo man Deutschland im Shootout unterlag. Im Alter von erst 17 Jahren wurde sie anschließend wie auch Rebeka Benzsay für die Beachhandball-Europameisterschaften 2017 an selber Stelle unmittelbar im Anschluss berufen und kam in allen zehn Spielen zum Einsatz. Nach einer schwachen Vorrunde, in der von vier Spielen nur das gegen Deutschland im Shootout gewonnen werden konnte, steigerte sich die Mannschaft in der Hauptrunde nur wenig. Auch hier konnte sie von vier Spielen nur das gegen den Tabellenletzten Italien gewinnen, wobei Braun mit 19 erzielten Punkten ihre mit Abstand beste Leistung zeigte. In den Platzierungsspielen gewann Ungarn zunächst im Shootout gegen die Ukraine, verlor dann aber im abschließenden Spiel um Rang neun gegen Kroatien. Insgesamt erzielte sie im Turnierverlauf 49 Punkte. Mit dem vierten Platz bei der Junioren-EM verpasste Ungarn eigentlich die Qualifikation für die Beachhandball-Juniorenweltmeisterschaften 2017 in Flic-en-Flac auf Mauritius, rückte aber für die nicht angetretenen Norwegerinnen nach. Bei nur einer Niederlage im gesamten Turnierverlauf gewann das ungarische Team gegen die Niederlande den Titel. Braun zeigte eine herausragende Leistung in einem überzeugenden Team und wurde später zur ungarischen Nachwuchshandballerin des Jahres 2017 gewählt. Auch bei den Beachhandball-Junioreneuropameisterschaften 2018 in Montenegro gewann Braun mit Ungarn den Titel.

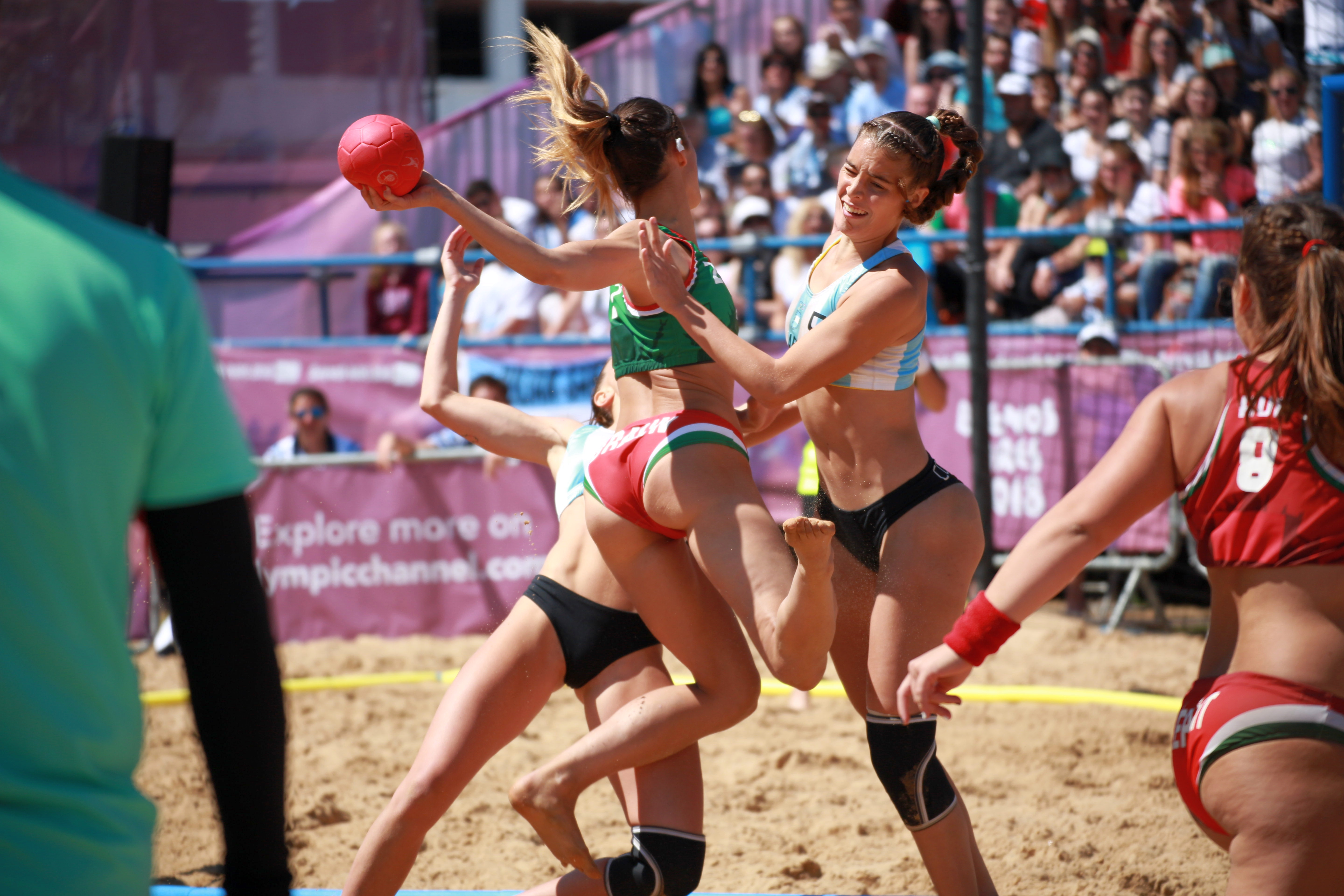
Braun beim Torwurf gegen Fiorella Corimberto (Argentinien, blau-weiß, 5) im Halbfinalspiel der Olympischen Jugendspiele gegen Argentinien

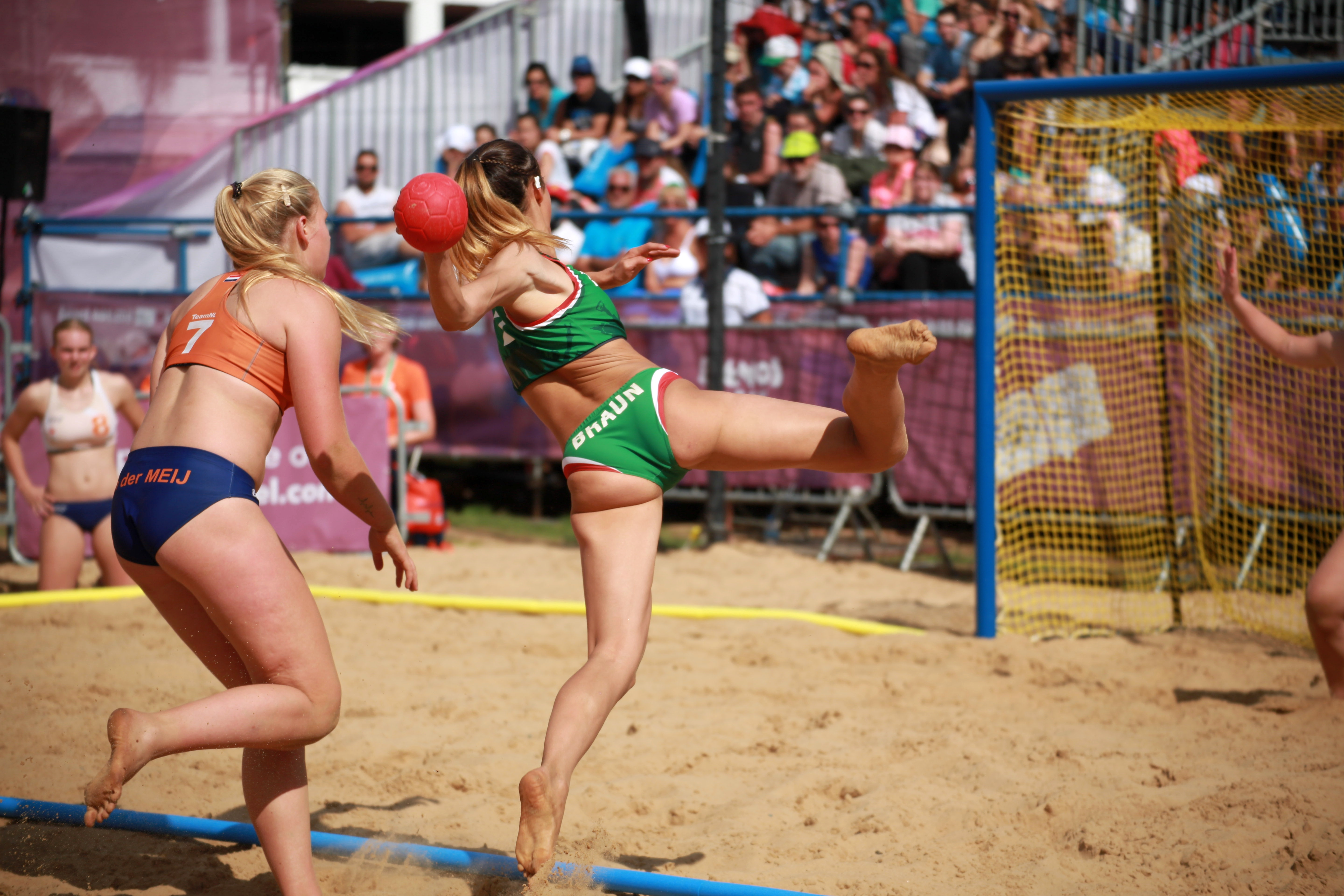
Braun beim Abschluss im „kleinen Finale“ der Olympischen Jugendspiele gegen Amber van der Meij (Niederlande, orange-blau, 7)

Später im Jahr gehörte Braun zum Kader Ungarns für die Olympischen Jugendspiele 2018 in Buenos Aires, wo Beachhandball erstmals im Programm Olympischer Spiele stand. Schon gleich im ersten Spiel gegen Amerikanisch-Samoa gelang ein deutlicher Sieg, zu dem Braun mit zehn die zweitmeisten Punkte ihres Teams beisteuerte. Auch gegen den zweiten großen Außenseiter des Turniers, Mauritius, gelang im nächsten Spiel ein deutlicher Sieg, Braun erzielte mit erneut zehn Punkten die meisten ihrer Mannschaft. Im dritten Spiel konnte Russland nach Shootout bezwungen werden. Beim 2-0-Sieg gegen die großen Konkurrenten um den Sieg in der Vorrunde, Kroatien, erzielte Braun mit nur zwei Punkten ihre wenigen Punkte des Turniers. Auch das letzte Spiel der Vorrunde gegen Chinesisch Taipeh wurde mit 2-0 gewonnen. Auch in der Hauptrunde konnte die Erfolgsserie fortgesetzt werden und Paraguay wurde mit 2-0 geschlagen. Das nächste Spiel war gegen die Gastgeberinnen aus Argentinien und führte bis in den Shootout, in dem sich die Ungarinnen erstmals geschlagen geben mussten, obwohl die Ungarinnen in der Addition beider Durchgänge mit 38:31 Punkten eine deutlich bessere Quote aufzuweisen hatten. Braun erzielte mit 12 Punkten die Meisten der Ungarinnen. Gegen die Niederlande im finalen Hauptrundenspiel konnte sich Ungarn im Shootout durchsetzen und zog hinter den Niederlanden und vor Argentinien und Kroatien in die Halbfinalspiele ein. Hier unterlag Ungarn gegen die Gastgeberinnen im Shootout, obwohl die Ungarinnen in der Addition der Halbzeiten sogar einen Punkt mehr erzielt hatten. Braun war mit 18 Punkten die mit Abstand erfolgreichste Scorerin ihrer Mannschaft. Im Spiel um den dritten Rang traf man erneut auf die Auswahl der Niederlande, die mit 2-0 geschlagen werden konnte. Erneut war Braun mit 15 Punkten beste ungarische Werferin. Der ungarische Trainer Zoltán Pinizsi hob die Leistung Brauns besonders hervor; für ihn war sie die Spielerin, die im Spiel um die Bronzemedaille den Unterschied gemacht hatte. Mit insgesamt 95 Punkten war sie vor Rebeka Benzsay mit 87 erzielten Punkten und vor Sára Léránt (86) erfolgreichste Scorerin ihrer Mannschaft im Turnier. Die Bronzemedaille war die erste vergebene Medaille im Beachhandball im Olympischen Rahmen.

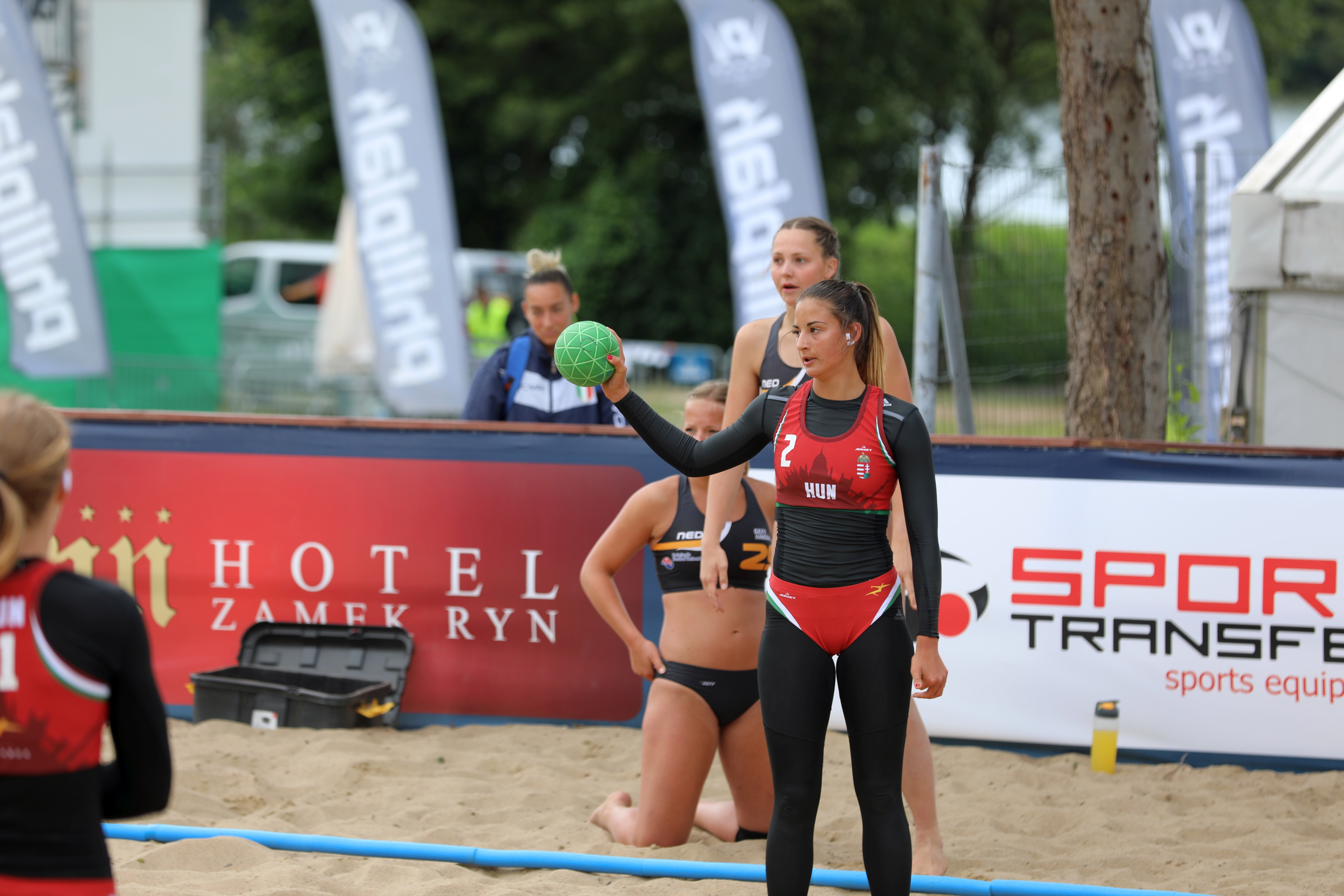
Braun im Hauptrundenspiel der Beachhandball-Europameisterschaften 2019 gegen die Niederlande

### Frauen

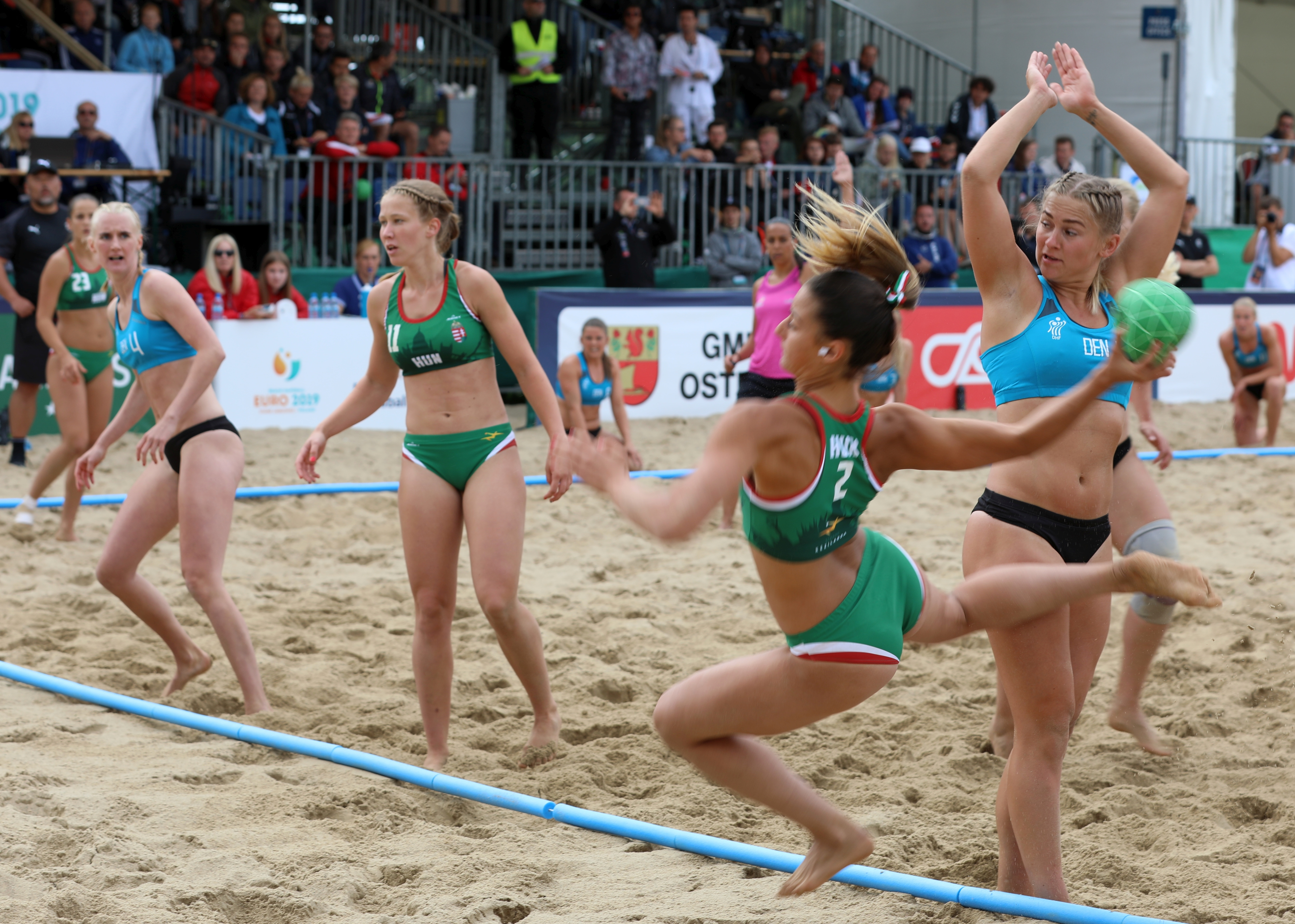
Braun beim Torabschluss im Finale der Europameisterschaften 2019, beobachtet von Kaja Kamp Nielsen (blau, 10) und Emma Mogensen (blau, 4, beide Dänemark) sowie Rebeka Benzsay (grün, 11, Ungarn)

Die Erfolge setzten sich bei der Beachhandball Euro 2019 in Stare Jabłonki fort. Braun gehörte erneut wie Rebeka Benzsay, Gabriella Landi, Gréta Hadfi und Réka Király sowie die damalige Co-Trainerin Ágnes Győri aus der Olympiamannschaft zum ungarischen Aufgebot. Gegen Polen, Portugal, Frankreich und Zypern wurden alle vier Spiele der Vorrunde gewonnen. Weniger gut verlief die Hauptrunde, in der zunächst gegen Kroatien und dann die Niederlande verloren wurde, bevor das dritte und letzte Spiel gegen Norwegen gewonnen werden konnte. Als Gruppenvierte erreichten die Ungarinnen als Letzte die Viertelfinalspiele. Das Spiel gegen Spanien ging bis in den Shootout, wurde aber am Ende gewonnen. Im Halbfinalspiel traf man einmal mehr auf die Niederlande, die dieses Mal deutlich mit 2-0 geschlagen werden konnten. Im Finale traf Ungarn auf Dänemark. Nachdem der erste Durchgang deutlich an die Nordeuropäerinnen gegangen war, wurde der zweite Durchgang am Ende dramatisch. Dänemark führte wenige Sekunden vor dem Ende mit dem letzten ungarischen Angriff mit zwei Punkten, als Rebeka Benzsay mit ihrem einzigen Treffer in diesem Spiel ausglich. Als nahezu alle Zuschauer nun von einer Verlängerung ausgingen, erzielte Ann Cecilie Møller bei einem letzten schnellen dänischen Angriff mit der Schlusssekunde den Siegtreffer. Auch Braun, die im Verlauf des Turniers in keinem Spiel beste Scorerin ihrer Mannschaft, aber fast immer zweit- oder drittbeste Werferin war, erzielte im Finale nur einen Treffer und damit zwei Punkte. Es war zugleich die Qualifikation für die World Beach Games 2019 in ar-Rayyan, Katar, für die Braun jedoch nicht berufen wurde.
2020 gewann Braun mit Multichem Szentendrei NKE den ungarischen Meistertitel.

## Erfolge
Olympische Jugendspiele
- 2018: Bronze

Beachhandball-Europameisterschaften
- 2017: Zehnte
- 2019: Silber

Beachhandball-Juniorenweltmeisterschaften
- 2017: Gold

Beachhandball-Junioreneuropameisterschaften
- 2015: Gold
- 2016: Fünfte
- 2017: Vierte
- 2018: Gold

## Einzelbelege
1. ↑  Benzsay Rebeka: a legvadabb álmaimban sem gondoltam volna, hogy arannyal jövünk haza. Abgerufen am 27. März 2020.
2. ↑  admin: A fourteen-goal victory. 5. Mai 2018, abgerufen am 24. April 2020 (englisch).
3. ↑  Braun Csenge segít kölcsönben a bal szélen. 17. Januar 2019, abgerufen am 10. September 2020 (ungarisch).
4. ↑  Budaörsről érkezik új balszélsőnk. 15. Mai 2023, abgerufen am 16. Juli 2023 (ungarisch).
5. ↑  admin: Impressions from the second day of the EURO | BH Euro 2017 YAC. Abgerufen am 26. März 2020 (amerikanisches Englisch).
6. ↑  admin: Netherlands and Spain defended the European crown! | BH Euro 2017 YAC. Abgerufen am 26. März 2020 (amerikanisches Englisch).
7. ↑  admin: Preparation for the new season has started. 17. Juli 2017, abgerufen am 24. April 2020 (englisch).
8. ↑  European Beach Handball Championship 2017 | Eventmedia - Sports Photography. Abgerufen am 24. April 2020.
9. ↑  Europsko prvenstvo u rukometu na pijesku - rezultati. Abgerufen am 24. April 2020.
10. ↑  Dunaújvárosi lány a világ tetején. 18. Juli 2017, abgerufen am 24. April 2020 (ungarisch).
11. ↑  Benzsay Rebeka: a legvadabb álmaimban sem gondoltam volna, hogy arannyal jövünk haza. Abgerufen am 27. März 2020.
12. ↑  Braun Csenge az év legjobbja! 10. Januar 2018, abgerufen am 24. April 2020 (ungarisch).
13. ↑  Balássy László: Magyar Olimpiai Bizottság - BENZSAY REBEKA. 14. November 2018, archiviert vom Original (nicht mehr online verfügbar) am 27. März 2020; abgerufen am 27. März 2020 (ungarisch).  Info: Der Archivlink wurde automatisch eingesetzt und noch nicht geprüft. Bitte prüfe Original- und Archivlink gemäß Anleitung und entferne dann diesen Hinweis.
14. ↑  Day 6: Quotes of the Day (Finals Day) | IHF. Abgerufen am 24. April 2020 (englisch).
15. ↑  A great success on the sand - Olympic News. 6. Februar 2019, abgerufen am 26. März 2020 (englisch).
16. ↑  Rousing success on the sand - Olympic News. 6. Februar 2019, abgerufen am 27. März 2020 (englisch).
17. ↑  European Handball Federation - 2019 Women's ECh Beach Handball / Match Details. Abgerufen am 26. März 2020 (englisch).
18. ↑  European Handball Federation - 2019 Women's ECh Beach Handball / Match Details. Abgerufen am 26. März 2020 (englisch).
19. ↑  European Handball Federation - 2019 Women's ECh Beach Handball / Match Details. Abgerufen am 26. März 2020 (englisch).
20. ↑  European Handball Federation - 2019 Women's ECh Beach Handball / Match Details. Abgerufen am 26. März 2020 (englisch).
21. ↑  European Handball Federation - 2019 Women's ECh Beach Handball / Match Details. Abgerufen am 26. März 2020 (englisch).
22. ↑  News | IHF. Abgerufen am 26. März 2020.
23. ↑  Team Details Page | IHF. Abgerufen am 26. März 2020.
24. ↑  kézitörténelem.hu. Abgerufen am 14. November 2020.

| Personendaten    | Personendaten                                  |
| ---------------- | ---------------------------------------------- |
| NAME             | Braun, Csenge                                  |
| ALTERNATIVNAMEN  | Csenge, Braun (ungarisch); Braun, Csenge Laura |
| KURZBESCHREIBUNG | ungarische Beachhandballspielerin              |
| GEBURTSDATUM     | 9. Juli 2000                                   |
| GEBURTSORT       | Budapest                                       |